# Manduas
Manduas (oficialmente San Tirso de Manduas) es una parroquia española del municipio pontevedrés de Silleda, en la comunidad autónoma de Galicia.

## Historia
Hacia mediados del siglo XIX, la parroquia tenía contabilizada una población de 200 habitantes. Aparece descrita en el undécimo volumen del Diccionario geográfico-estadístico-histórico de España y sus posesiones de Ultramar de Pascual Madoz con las siguientes palabras:

MANDUAS (San Tirso): felig. en la prov. de Pontevedra (8 leg.), part. jud. de Lalin (3), dióc. de Lugo (12), ayunt. de Chapa (1/4). sit. á la izq. de un r. afluente del Arnego, con libre ventilacion y clima sano. Tiene 50 casas, repartidas en las ald. de Andamollo, Brabil, Castro, Crestelle, Debesa, Ferrozos, Louras, Medelo, Outeiro, Quintela, Villaverde y Viña. La igl. parr. (San Tirso), de la que es aneja la de Santiago de Breija, se halla servida por 1 cura de segundo ascenso y patronato lego. Confina el térm. N. Abades; E. Ansemil; S. Chapa, y O. Piñeiro: en las inmediaciones de la aldea de Crestelle hay aguas minerales sulfurosas. El terreno participa de monte y llano, y es de buena calidad. Atraviesa por esta felig. un camino que desde Carbia se dirige á Lalin y á otros puntos. prod. cereales, patatas, legumbres y otros frutos; se cria ganado vacuno, lanar y cabrío; caza y pesca de varias clases. pobl.: 50 vec., 200 alm. contr.: con su ayuntamiento. (V.)
(Madoz, 1848, p. 176)

En la actualidad, pertenece al municipio de Silleda. En 2022, tenía empadronados 1115 habitantes.